# Todd Solondz
Todd Solondz (Newark, 15 de outubro de 1959) é um cineasta e dramaturgo estadunidense conhecido por seu estilo de sátira sombria e socialmente consciente. O trabalho de Solondz recebeu aclamação da crítica por seus comentários sobre o "ponto fraco do subúrbio americano de classe média", um reflexo de sua própria experiência em Nova Jersey.   Seus trabalhos incluem Welcome to the Dollhouse (1995), Happiness (1998), Storytelling (2001), Palindromes (2004), Life During Wartime (2009), Dark Horse (2011) e Wiener-Dog (2016).